# Bosanski planinski konj
Bosanski planinski konj, občasno tudi samo planinski konj, domači konj in bosanski konj, je stara balkanska pasma konj, ki se v majhnem številu pojavlja v državah nekdanje Jugoslavije. Žival velja za najstarejšo avtohtono konjsko pasmo Balkanskega polotoka, od leta 2021 pa ima bosanski planinski konj status avtohtone pasme v Sloveniji, četudi je bilo najprej izraženih nekaj pomislekov (glede imena, majhnega števila konj in morebitnega primernejšega statusa tradicionalne pasme). Gre za delovnega in jezdnega konja primitivne pasme manjšega okvirja in raznolikih barv. Izvorno območje predstavlja Bosna in Hercegovina.

## Zgodovina
Bosanske planinske konje naj bi poznali že Stari Grki, ki so o njih govorili v 4. stoletju pr. n. št., omenja pa se jih tudi v povezavi z antičnim Rimom, ki naj bi Bihaću podelil dovoljenje za trgovanje s to konjsko pasmo. V srednjem veku so bosanski konji služili kot delovne, predvsem tovorne živali, ki so v velikih karavanah tudi do 1000 konj prenašale različna bremena med večjimi mesti, recimo od takratnega Konstantinopla (današnjega Carigrada) preko Balkanskega polotoka na zahod in sever, pa tudi proti jugu v Egipt.
Na Slovensko naj bi konji prišli v 15. stoletju z Uskoki, četudi nekateri menijo, da so se bosanski planinski konji pri nas pojavljali še bolj zgodaj. Bosanske konje se omenja ob poročanju o prvem slovenskem kmečkem uporu. V slovenskih zgodovinskih virih je o pasmi moč prebrati v Valvazorjevih zapisih. Predvideva se, da naj bi bila slavna kobila književnega junaka Martina Krpana te pasme.
Veliko vlogo naj bi pasma imela med prvo svetovno vojno, ko so ti majhni tršati tovorni konji spremljali vojake na poti do različnih predelov zahodne fronte, pa tudi drugam. Pojavljali so se tudi kasneje, med drugo svetovno vojno, ko so bremena, kot so orožje, strelivo, hrana in drugo, prenašali po hriboviti jugoslovanski pokrajini. Poroča se, da naj bi bosanske planinske konje uporabljale nemške vojne sile, ki so se borile na Norveškem. Po koncu druge svetovne vojne naj bi bosanske konje do obubožanih nemških kmetov prevažali kar s pomočjo letal, od koder so živali spuščali s padali. Pasmo se omenja tudi v zvezi z Jugoslovansko ljudsko armado (JNA).

### Razširjenost in številčnost
Bosanski planinski konj je nekdaj veljal za najštevilčnejšo pasmo konj jugoslovanske področja, ki jo je sestavljala populacija več kot 500 000 živali. V velikem številu se je bosanski konj pojavljal tudi v 20. stoletju, nakar je do kritičnega znižanja števila in skorajšnjega izumrtja prišlo ob razpadu Jugoslovanske ljudske armade, kjer so služili mnogi konji, dodaten udarec pa je za pasmo predstavljala nova kmečka mehanizacija, zaradi katere konji niso bili več tako zelo nujni. Danes naj bi bilo le še okoli 300 konj; del organizirane reje te pasme na področju Bosne in Hercegovine, Slovenije, Hrvaške, Srbije in Nemčije je zgolj 154 konj, nekaj nenadzorovanih sto konj te pasme pa naj bi pripadalo bosanskim vaškim kmetom.
K vnovični obuditvi pasme po skorajšnjem izumrtju je veliko pripomogel Slovenec Anton Dolinšek, ustanovitelj Mednarodnega združenja rejcev bosanskih planinskih konj, ki je pred leti v kraju Nevesinje (BIH) postavil kobilarno, kjer je poskušal rediti nekaj več kot 30 kobil plemenic. Kmalu je ugotovil, da v Bosni in Hercegovini pogoji za ohranjanje pasme niso idealni in pristojni ne kažejo interesa za pomoč konjem, zato je projekt prestavil v Slovenijo, kamor je leta 2008 prenesel prvih deset čistopasemskih bosanskih planinskih konj. Danes velik delež vzreje čistokrvnih konj pod nadzorstvom Mednarodnega združenja rejcev bosanskih planinskih konj (MZRBPK) poteka na Dolinškovi kobilarni ergela Planido v Podkumu.

## Značilnosti

### Izgled in lastnosti
Za to pasmo so značilni raznoliko obarvani čvrsti in čokati konji manjše postave, veliki okrog 135 centimetrov (samci od 132 do 144 cm, samice od 130 do 142 cm), po mednarodnem sistemu formalno poniji, ki so navadno vranci in rjavci, redkeje tudi lisjaki, ni pa prisotnih konj lisaste in bele barve. Belih oznak praviloma ni, dovoljuje se le manjša bela naglavna znamenja in priložnostno tudi belino na nogah. Živali dosežejo od 300 do 350 kilogramov telesne teže. Značilna je izrazita spolna dvoličnost. Med lastnosti bosanskega planinskega konja sodijo izrazita plodnost, odpornost proti okoljskim dejavnikom, vztrajnost, vzdržljivost, delavnost, moč, okretnost, miren značaj, nezahtevnost reje ter uporabnost v konjeništvu.

### Uporaba
Bosanski planinski konji so primarno delovne živali, ki so tudi v preteklosti služile predvsem kot tovorne živali. Med drugim se je konje včasih uporabljalo pri tovorjenju blaga, gradnji cest, oskrbovanju planinskih koč, delu v gozdu, prevažanju drv, delu na kmetiji, oskrbovanju vojaških postojank, v vojnah in za jahanje ter zabavo. V Sloveniji naj bi bosanski planinski konji nekoč pomagali Planinski zvezi Slovenije pri tovorjenju živil do oddaljenih planinskih koč. Zaradi primerne majhne velikosti so danes nekateri bosanski planinski konji pomočniki pri terapevtskem jahanju in hipoterapiji.